# 施佩靈山
47°48′13″N 14°11′39″E / 47.80361°N 14.19417°E

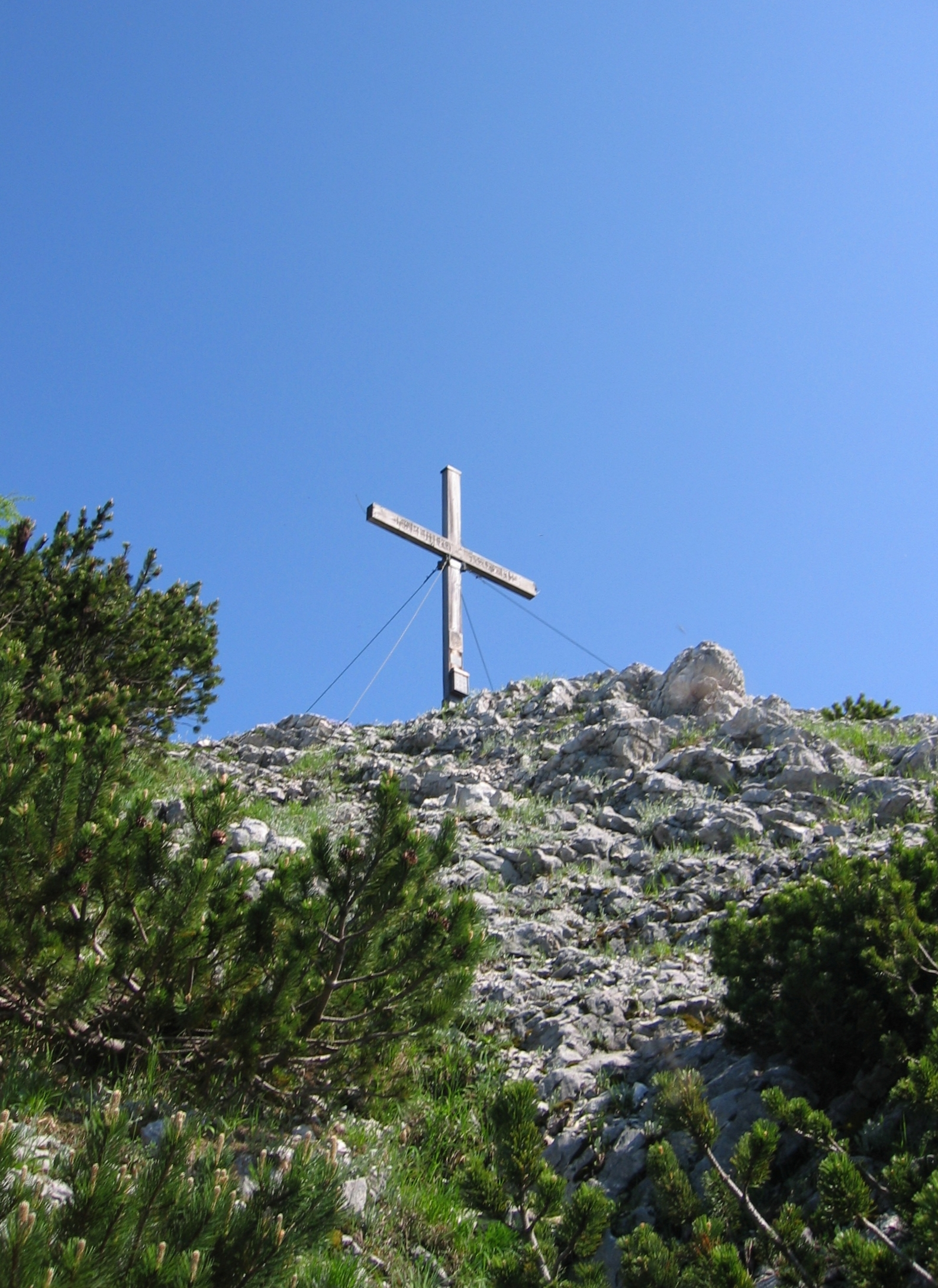

施佩靈山（德語：Spering），是奧地利的山峰，位於該國北部，由上奧地利州負責管轄，屬於上奧地利前阿爾卑斯山脈的一部分，海拔高度1,605米，每年平均降雨量1,578毫米。